# Heinrich Raescop
Heinrich Raescop of Hendrik Raeschop (Uedem, 1385 - Utrecht, 22 januari 1455) was een hoge geestelijke aan de Romeinse Curie, de pauselijke hofhouding. Hij was betrokken bij de stichting van theologische faculteit van de universiteit van Leuven in 1431. Zijn hoogste ambt in de Nederlanden was dat van proost van de Mariakerk in Utrecht en thesaurier van de Domkerk in Utrecht.

## Leven
Heinrich Raescop werd geboren te Uedem bij Kleef rond 1385. Na een opleiding tot magister in de Artes vertrok hij naar Rome om aan de Romeinse Curie te werken. Daar leerde hij Anselmus Fabri kennen. Zijn eerste activiteiten aan de curie zijn traceerbaar vanaf 1415 als schrijver (scriptor).
Hij begon als scriptor en werd daarna abbreviator. Als abbreviator hoorde hij tot de parcus, een kleine groep van abbreviatoren die de uitgaande pauselijke bullen controleerden. 
In het jaar 1439 verhuisde Raescop van Rome naar Utrecht om zijn kerkelijke ambten daar beter te kunnen uitvoeren. Hij bewoonde het huis de Roode Poort, gelegen aan het Domplein. 
Heinrich Raescop overleed op 22 januari 1455 te Utrecht. Hij werd begraven in de Blasiuskapel, die ook wel Raescopkapel heette in de Domkerk van Utrecht. Een grafsteentje in de kerk herinnert nog aan deze begrafenis.

## Bestuurlijke activiteiten
Zijn voornaamste beneficies in Brabant waren het pastoraat van Rijsbergen bij Breda het pastoraat van Bakel en Deurne. In Bakel en Deurne werkte hij eraan mee dat Gemert een eigen parochiekerk kreeg in 1426. In de stad Utrecht was hij kanunnik van Oudmunster, proost van de Mariakerk en thesaurier van de Domkerk. Als thesaurier was hij verantwoordelijk voor alle kostbaarheden van de kerk en de schatkamer.
Net zoals zijn vriend Anselmus Fabri de Breda had hij nauwe contacten met de Congregatie van Windesheim. Op verzoek van de paus stelde hij samen met Wouter Grawert, deken van Oudmunster, een reglement op voor de lekenbroeders en donaten van de Congregatie van Windesheim.

## Gasthuis en Latijnse school te Uedem
Nog tijdens zijn leven stichtte Heinrich Raescop een gasthuis voor oude mannen in zijn beboorteplaats Uedem. Hij stelde hiervoor zijn eigen huis beschikbaar dat gelegen was aan de Viehstraße. Bij dit gasthuis aan moest een Latijnse school komen voor twaalf leerlingen. Het gasthuis was ook bedoeld voor twaalf oude mannen. Gezien de strenge regels en de twaalf bewoners moet dit gasthuis een apostelhuis zijn geweest. Meer hoge curialen uit de Nederlanden en het Rijnland stichtten een apostelhuis in hun geboorteplaats. Uit een soort gelijkheidsprincipe doneerden ze dan tevens geld aan het Santa Maria dell'Anima gasthuis te Rome, waarmee ze allemaal banden onderhielden. Het toezicht op het beheer van zijn gasthuis legde hij in handen van het schepencollege van Uedem. Leerlingen van de Latijnse school moesten zich eerst aanmelden bij de scholaster van het kapittel van Kleef. In 1451 kreeg Raescop toestemming van Nikolaus von Kues om zijn apostelhuis om te vormen tot een klooster. Dit klooster kreeg de naam van Gnadenthal en maakte deel uit van de Congregatie van Windesheim.